# Chasmistes liorus
Chasmistes liorus е вид лъчеперка от семейство Catostomidae. Видът е критично застрашен от изчезване.

## Разпространение и местообитание
Разпространен е в САЩ.
Обитава сладководни басейни, реки и потоци.

## Описание
На дължина достигат до 60 cm.
Продължителността им на живот е около 40 години. Популацията на вида е намаляваща.